# Bachenbülach
Bachenbülach é uma comuna da Suíça, situada no distrito de Bülach, no cantão de Zurique. Tem 4,31 km² de área e sua população em 2018 foi estimada em 362 habitantes.